# Dalea cylindriceps
Dalea cylindriceps är en ärtväxtart som beskrevs av Rupert Charles Barneby. Dalea cylindriceps ingår i släktet Dalea, och familjen ärtväxter. Inga underarter finns listade i Catalogue of Life.